# Play It Cool, Guys
Play It Cool, Guys (クールドジ男子 Cool Doji Danshi) ist eine Mangareihe von Mangaka Kokone Nata. Die Alltags-Komödie über eine Gruppe tollpatschiger junger Männer erscheint seit 2019 und wurde zunächst auf der Plattform Pixiv veröffentlicht. Der Manga wurde als Anime für das japanische Fernsehen adaptiert und ins Deutsche und Englische übersetzt.

## Inhalt
Die Serie erzählt kurze Episoden aus dem Alltag von vier gutaussehenden jungen Männern, die alle auf ihre eigene Weise tollpatschig oder schusselig sind. Sie gehen auch auf jeweils eigene Art damit um, wirken auf ihre Umgebung dabei aber stets cool. Mit der Zeit lernen sie alle einander kennen und freunden sich durch ihre oft ähnlichen Schicksale miteinander an. Ort ihres Zusammentreffens ist vor allem das „Café zum Umweg“, dass sie alle auf unterschiedliche Weise verbindet: Es wird von Shun Futamis Schwester geführt, die Studenten Hayate Ichikura und Sōma Shiki arbeiten hier und der Angestellte Takayuki Mima sucht hier Entspannung. Später stößt noch der Autor Motoharu Igarashi hinzu, für dessen Werbekampagne Mima arbeitet.
Hayate Ichikura (一倉 颯)
Hayate ist 20 Jahre alt und studiert. Da er sich nie für eine Karriere begeistern konnte, hat er sich schließlich für Wirtschaftswissenschaft entschieden. Neben dem Studium sucht er nach einem Job und lernt darüber die anderen kennen. Für Uni-Klubs, Trinkgelage und Studentenfeiern kann er sich dagegen nicht begeistern. Wenn ihm wie oft etwas Tollpatschiges passiert, ist es ihm peinlich und er denkt lange in sich versunken darüber nach.
Shun Futami (二見 瞬)
Der 17-jährige Oberschüler ist sportlich und unter seinen Mitschülern beliebt, aber auch schusselig und vergesslich. Wann immer ihm ein Missgeschick passiert, tut er so, als wäre es Absicht gewesen, auch wenn die Menschen um ihn herum ihn immer durchschauen. Seiner Schwester gehört das Café, in dem sich alle vier treffen.
Takayuki Mima (三間 貴之)
Mima ist mit seinen 27 Jahren der älteste der Gruppe und arbeitet in der Werbebranche. Trotz seiner Tollpatschigkeit kommt er im Beruf gut zurecht und ist bei seinen Kollegen beliebt – teils sogar wegen seiner Missgeschicke, die er meist gar nicht bemerkt und daher immer süß und cool zugleich wirkt. Auf der Suche nach Entspannung, die ihm die üblichen abendlichen Ausflüge mit Kollegen nicht bieten können, hat er erst Hayate in einem Kleintier-Café und dann den Rest der Gruppe im „Café zum Umweg“ kennengelernt.
Sōma Shiki (四季 蒼真)
Der 19 Jahre alte Sōma studiert Design an einer Fachschule und jobbt nebenher im „Café zum Umweg“. Seine häufigen Schusseleien bringen ihn selbst zum Lachen, was er meist zu unterdrücken versucht. Die Menschen um ihn herum beneiden ihn darum, seine Missgeschicke mit so viel Humor zu nehmen.

## Veröffentlichung
Grundlage des Mangas war eine Reihe von Illustrationen, die ab 11. Mai 2018 auf der Online-Plattform Pixiv veröffentlicht wurden. Es folgte am 23. Februar 2019 eine Mangareihe, die später ins Online-Magazin Pixiv Comic übernommen wurde, wo seither die Kapitel veröffentlicht werden. Der Verlag Square Enix brachte die Kapitel auch gesammelt in bisher fünf Bänden heraus. Eine deutsche Übersetzung von Anne Klink wird seit April 2022 vom Carlsen Verlag unter dem Imprint Hayabusa veröffentlicht. Auf Englisch erscheint die Serie bei Yen Press. Der Manga ist im Original wie auch in den übersetzten Fassungen vollständig in Farbe.
Am 21. März 2020 erschien bei Square Enix eine Adaption des Mangas als Roman, geschrieben von Shino Kaida, unter dem Titel Cool Doji Danshi: Connect It Cool, Guys.

## Animeserie
Eine Umsetzung des Mangas als Anime für das japanische Fernsehen entstand bei Studio Pierrot unter der Regie von Chiaki Kon. Die Drehbücher schrieb Makoto Uezu und das Charakterdesign entwarf Airi Taguchi. Die künstlerische Leitung lag bei Mio Isshiki. Für den Ton war Jin Aketagawa verantwortlich, für die Kameraführung Naoki Etō.
Der Anime wurde erstmals im April 2022 angekündigt. Die Ausstrahlung startete am 10. Oktober 2022 bei den Sendern TV Tokyo, AT-X und BS11. International erfolgt parallel die Veröffentlichung auf der Plattform Crunchyroll mit Untertiteln unter anderem auf Deutsch und Englisch.

### Synchronisation
| Rolle             | Japanische Stimme (Seiyū) | Deutsche Stimme |
| ----------------- | ------------------------- | --------------- |
| Hayate Ichikura   | Chiaki Kobayashi          | Jan Makino      |
| Shun Futami       | Kōki Uchiyama             | Tinjo Haggège   |
| Takayuki Mima     | Yuichiro Umehara          | Julien Haggège  |
| Sōma Shiki        | Shōya Chiba               | Jaro Haggège    |
| Motoharu Igarashi | Makoto Furukawa           |                 |

### Musik
Die Musik der Serie komponierte Masato Nakayama. Der Vorspanntitel ist Seishun Kippu (青春切符) von Mafumafu und der Abspann ist mit dem Lied Flash! von PICG unterlegt, gesungen von den Sprechern der vier Protagonisten.